# 奧達斯體育會
甘美奧奧薩斯庫奧達斯體育會（Grêmio Osasco Audax Esporte Clube），一般稱為奧達斯聖保羅（Audax São Paulo），是一支巴西聖保羅的足球會，成立於，在巴保聯作賽。球會原名為柏奧艾古卡體育會（簡稱PAEC）和奧達斯聖保羅體育會。

## 外部連結
- （葡萄牙語） Official website Archive.today的存檔，存档日期2012-12-06